# Arsenium
Arsenium, nome artístico de Arsenie Todiraş (por vezes escrito Toderaş; Chişinău, 22 de Julho de 1983), é um cantor moldavo que foi o membro mais novo do grupo O-Zone. Prosseguiu numa carreira a solo na Roménia.
Participou no Festival Eurovisão da Canção 2006 como representante da Moldávia com a sua canção "Loca" ("Louca" em  castelhano) com Natalia Gordienko, e participação especial de Connect-R, tendo terminado em 20º lugar com 22 pontos.
Também participou no Dansez Pentru Tine Dance Contest, a versão romena de Dancing with the Stars, tendo ficado em segundo lugar, logo atrás da cantora romena Andra.
O seu primeiro álbum The 33rd Element foi lançado na Roménia no Verão de 2006, seguindo-se o lançamento noutros países (Rússia, Espanha, Ucrânia, Polónia, etc.).

## Discografia

### Álbuns
- "The 33rd Element" (2006)
- "Rumadai" (2008)

### Singles
- "Love Me, Love Me" (2005) (Germany Top 100 #33, France Singles Top 100 #36)
- "Loca" (2006)
- "Professional Heartbreakers" (2007)
- "Wake Up" (2008)
- "Rumadai" (2008) (Germany Top 100 #32, Germany Dancefloor Chart #1, Austria Top 75 #50)

### Participação nos álbuns dos O-Zone
- Number#1  (2002)
- DiscO-Zone  (2003)